# Саздинское водохранилище
Сазди́нское водохранилище (каз. Сазды бөгені) — водохранилище, расположенное в 8 км от города Актобе, по руслу реки Сазды.
Саздинское водохранилище было введено в эксплуатацию в 1967 году и является самым старым из трёх водохранилищ вблизи Актобе. Другие — Каргалинское и Актюбинское были запущены в 1975 и 1988 году соответственно. Объём водохранилища равен 6 млн м³. В 2010-е годы было зафиксировано значительное снижение уровня воды в водоёме. Береговая линия отодвинулась на 100—150 м. Излюбленное место отдыха для горожан запустело, возникло опасение за сохранность урожая местных дачников. По словам руководства Казводхоза, которое отвечает за водные ресурсы области, уменьшение объёма воды связано с засушливой погодой в последние несколько лет.